# Championnat du Sénégal de football 2002-2003
Navigation
Saison 2001-2002 Saison 2003-2004
La saison 2002-2003 du Championnat du Sénégal de football est la trente-huitième édition de la première division au Sénégal. Les quatorze meilleures équipes du pays sont regroupées au sein d'une poule unique où elles s'affrontent deux fois, à domicile et à l'extérieur. À l'issue du championnat, les deux derniers du classement sont relégués et remplacés par les deux meilleurs clubs de Division 2.
C'est l'ASC Jeanne d'Arc, double tenant du titre, qui remporte à nouveau le championnat cette saison après avoir terminé en tête du classement final, avec quatre points d'avance sur l'ASC Diaraf et huit sur l'AS Douanes. C'est le dixième titre de champion du Sénégal de l'histoire du club.
À la suite de la réforme de la CAF et de la fusion de la Coupe d'Afrique des vainqueurs de coupe avec la Coupe de la CAF, les qualifications continentales ont changé. Les deux premiers du classement sont désormais qualifiés pour la Ligue des champions de la CAF tandis que le 3e et le vainqueur de la Coupe du Sénégal obtiennent leur billet pour la nouvelle Coupe de la confédération.
La fin de saison voit naître plusieurs polémiques qui vont avoir d'importantes répercussions sur la saison prochaine. D'abord, l'AS Police, avant-dernier du classement, conteste sa relégation car le club qui le précède au classement, l'ASC Port Autonome, a bénéficié d'une victoire sur tapis vert lors de la dernière journée du championnat face à l'AS Douanes, coupable d'avoir aligné un joueur avec une licence falsifiée. Les mêmes problèmes se sont posés en Division 2, ce qui contraint la fédération sénégalaise à annuler les relégations des équipes de Division 1 et à promouvoir six équipes au lieu de deux parmi l'élite, qui comptera donc 20 clubs la saison suivante.

## Les clubs participants
| - ASC Linguère - Promu de Division 2 - Compagnie sucrière sénégalaise - ASC Port Autonome - AS Douanes - ASC Jeanne d'Arc - ASFA Dakar - AS Police | - ASC HLM de Dakar - Promu de Division 2 - ASC Diaraf - US Rail - Dakar Université Club - SONACOS - ASEC Ndiambour - Stade de Mbour |

## Compétition
Le barème de points servant à établir les classements se décompose ainsi :
- Victoire : 3 points
- Match nul : 1 point
- Défaite : 0 point

### Classement
| Rang | Équipe                         | Pts | J  | G  | N  | P  | Bp | Bc | Diff |
| ---- | ------------------------------ | --- | -- | -- | -- | -- | -- | -- | ---- |
| 1    | ASC Jeanne d'ArcT              | 51  | 26 | 14 | 9  | 3  | 28 | 11 | +17  |
| 2    | ASC Diaraf                     | 47  | 26 | 12 | 11 | 3  | 28 | 11 | +17  |
| 3    | AS DouanesC                    | 43  | 26 | 11 | 10 | 5  | 23 | 12 | +11  |
| 4    | Dakar Université Club          | 39  | 26 | 9  | 12 | 5  | 24 | 19 | +5   |
| 5    | ASEC Ndiambour                 | 39  | 26 | 11 | 6  | 9  | 19 | 18 | +1   |
| 6    | US Rail                        | 33  | 26 | 7  | 12 | 7  | 20 | 20 | 0    |
| 7    | Compagnie sucrière sénégalaise | 31  | 26 | 6  | 13 | 7  | 13 | 11 | +2   |
| 8    | ASC LinguèreP                  | 30  | 26 | 7  | 9  | 10 | 20 | 22 | -2   |
| 9    | ASC HLM de DakarP              | 30  | 26 | 7  | 9  | 10 | 17 | 21 | -4   |
| 10   | SONACOS                        | 30  | 26 | 6  | 12 | 8  | 16 | 21 | -5   |
| 11   | Stade de Mbour                 | 29  | 26 | 6  | 11 | 9  | 14 | 20 | -6   |
| 12   | ASC Port Autonome              | 27  | 26 | 5  | 12 | 9  | 8  | 15 | -7   |
| 13   | AS Police                      | 26  | 26 | 5  | 11 | 10 | 16 | 25 | -9   |
| 14   | ASFA Dakar                     | 19  | 26 | 4  | 7  | 15 | 9  | 29 | -20  |

|  | Qualification pour la Ligue des champions de la CAF 2004                         |
|  | Qualification pour la Coupe de la confédération 2004                             |
|  | T : Tenant du titre C : Vainqueur de la Coupe du Sénégal P : Promu de Division 2 |

## Bilan de la saison
| Championnat du Sénégal de football 2002-2003 |                                                                     |
| Champion                                     | ASC Jeanne d'Arc (10e titre)                                        |
| Coupes et trophées                           |                                                                     |
| Vainqueur de la Coupe du Sénégal 2002-2003   | AS Douanes                                                          |
| Qualifications continentales                 |                                                                     |
| Ligue des champions de la CAF 2004           | ASC Jeanne d'Arc                                                    |
| Ligue des champions de la CAF 2004           | ASC Diaraf                                                          |
| Coupe de la confédération 2004               | AS Douanes                                                          |
| Coupe de la confédération 2004               | ASC Thiès (Division 2)                                              |
| Promotions et relégations                    |                                                                     |
| Promus en Division 1                         | ASC Saloum US Gorée Casa Sport ASC Khombole US Ouakam Guédiawaye FC |
| Relégués en Division 2                       | Aucun                                                               |